# Jaktfalk
Jaktfalk (Falco rusticolus) är världens största falk. Den förekommer cirkumpolärt i fjälltrakter och på tundra. Globalt är den inte hotad, dock i Norden där den minskar i antal. 

## Utseende
Jaktfalk är världens största falkart med en kroppslängd på 53–63 cm och vingspannet 109–134 cm. Jaktfalken har breda vingar med rätt trubbiga spetsar för att vara en falk. Arten kan förväxlas med pilgrimsfalk, särskilt unga fåglar som även kan förväxlas med duvhök. De svenska falkarna tillhör den mörkgrå morfen där de gamla falkarna har en grå (gråbrun) ovansida med ljust askgrå tvärvattring eller fläckning. Den vita undersidan är fint mörkt fläckad eller streckad med en del tvärvattring på kroppens sidor och på ”byxorna”. Ungfåglarna är kallt färgade mörkt brungrå på ovansidan och grovt, mörkt längsstreckad på undersidan. Nordligare former är ljusare – på Island är jaktfalken ljust grå och på Grönland finns den vita form med mörka fläckar som var den mest eftersökta statussymbolen inom falkeneringskonsten vid de europeiska furstehoven. Könen liknar varandra med enda skillnad att honan är något större. Yngre fåglar är oftast mörkare än adulta fåglar.

## Utbredning
Jaktfalken förekommer i fjälltrakter och på tundra runt hela norra halvklotet. Den förekommer i Kanada, USA, Grönland, Mexiko, Island, Norge, Sverige, Finland, Frankrike, Grekland, Ryssland och Kina. Den är en stannfågel förutom en mindre del allra längst norrut. Ungfåglar drar dock regelbundet söderut under sina första vintrar och kan då ses långt söder om jaktfalkens häckningsområden. Falken rör sig också spontant över stora avstånd.

## Systematik

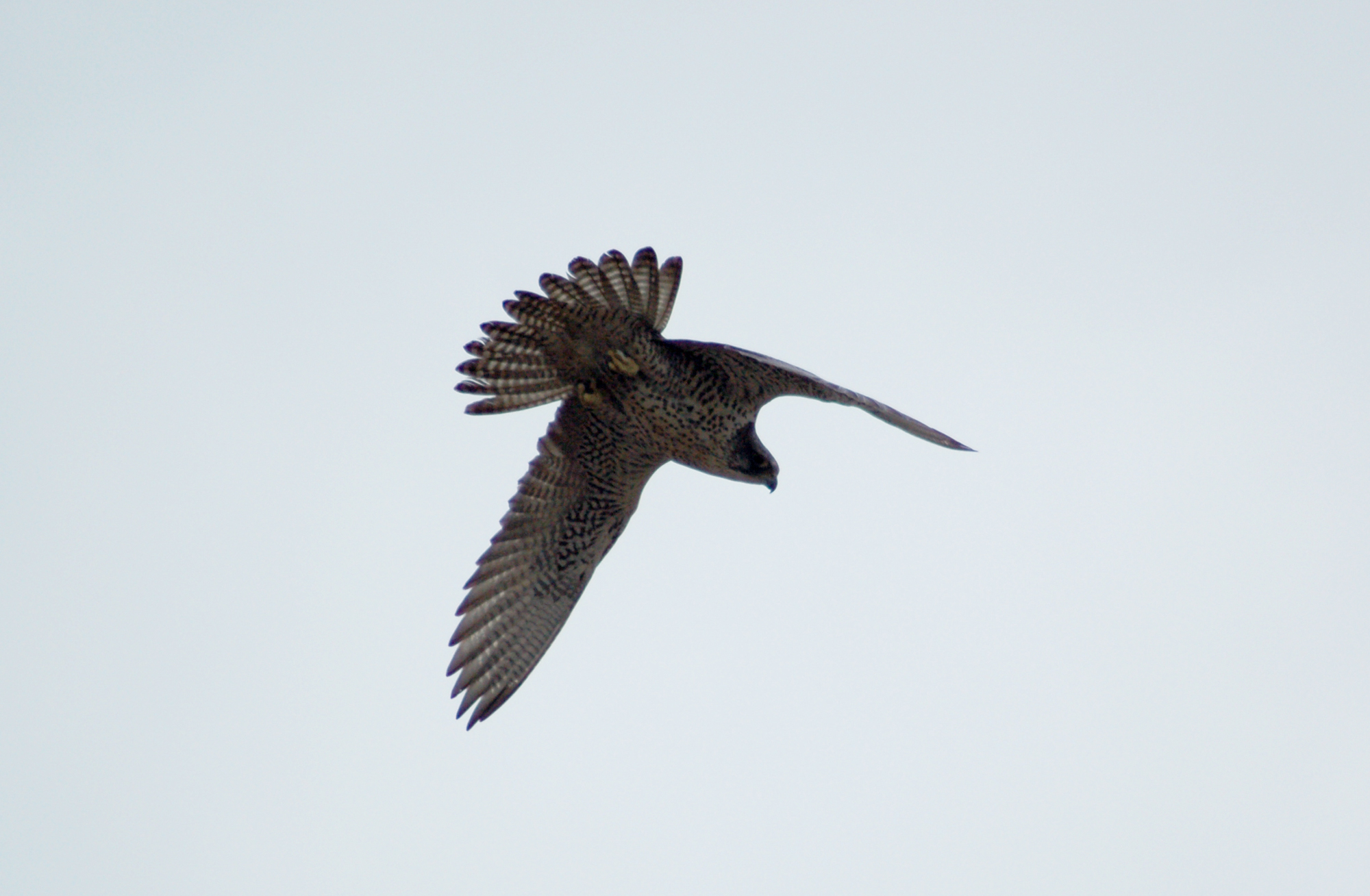
Jaktfalk i flykten.

Jaktfalken beskrevs systematiskt först av Linné i den tionde upplagan av Systema naturae under namnet Hierofalco rusticolus.
Jaktfalken tillhör en grupp mycket närbesläktade stora falkar. Förutom jaktfalk omfattar gruppen slagfalk (F. biarmicus), tatarfalk (F. cherrug) och juggerfalk (F. jugger). Den australiensiska svartfalken (F. subniger), räknas ibland även in i denna grupp. Gruppen utvecklades någon gång för omkring 2,5-2 miljoner år sedan men dog nästan ut någon gång för lite mer än 200 000 år sedan. Av ett flertal arter överlevde endast en i nordöstra Afrika. Samtliga arter i gruppen har utvecklats från denna ursprungspopulation.
I Altaj hybridiserar tatarfalk med jaktfalk i det fria och det genetiska materialet i gruppen är svåröverskådligt. Det har föreslagits att hela gruppen kunde kategoriseras som en art som då får namnet F. hierofalco.

### Underarter

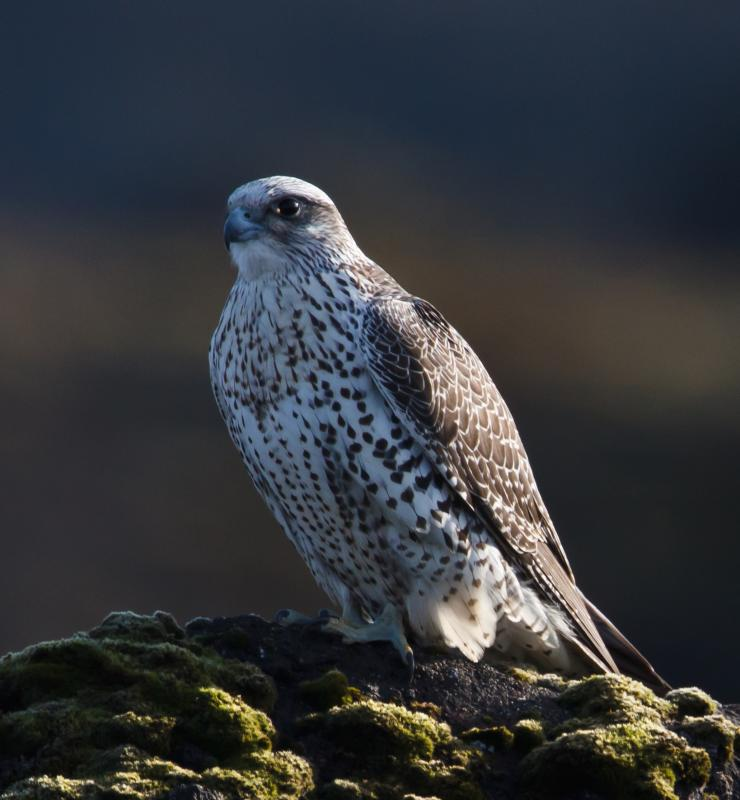
"Grönlandsfalk".

Det finns många färgvariationer och omkring ett dussin har beskrivits som underarter eller egna arter. Idag erkänns ingen underart. Den enda population som har en stabil avvikelse är den isländska stammen som är ljusare grå än den övriga världspopulationen. De delvis vita grönländska fåglarna uppvisar dock en stor variation och övergången till mörkare fåglar är klinal. Den isländska populationen behandlas av vissa auktoriteter som underarten F. r. islandicus (Brunnich, 1764).
En utdöd underart, F. r. swarthi, levde under sen pleistocen, för 125 000 till 13 000 år sedan. Denna underart var något större än dagens jaktfalkar och lämningar har påträffats i Wyoming, New Mexico och Kalifornien.

## Ekologi

### Föda
I Skandinavien består födan huvudsakligen av ripa, främst fjällripa. Omkring 80–85 % av födan (räknat efter vikt) utgörs av ripa. Även de år som fjällripsbeståndet är magert och det är gott om lämlar föredrar jaktfalken fjällripa. Utöver ripa äter den lämmel och sork och även andra fåglar som änder, trastar, kråkfåglar och vadare. Den fångar i motsats till pilgrimsfalken huvudsakligen sina byten nära marken. Populationer i kustområden lever huvudsakligen av sjöfågel.
På grund av de hastigheter som pilgrimsfalken uppnår under sina störtdykningar när den jagar brukar den arten anses vara världens snabbaste djur, men några faktiska vetenskapliga studier som prövat detta finns inte. I boken The Gyrfalcon hävdar Eugene Potapov och Richard Sale istället att jaktfalken kan vara snabbare.

### Häckning
Jaktfalken föredrar övergivna bon efter andra rovfåglar (även örnar) eller kråkfåglar. Ett jaktfalkspar behöver ta mellan 180 och 200 ripor från det att äggen lagts tills ungarna är flygkunniga, beräknat på en medelkull om 2,3 ungar.

## Jaktfalken och människan

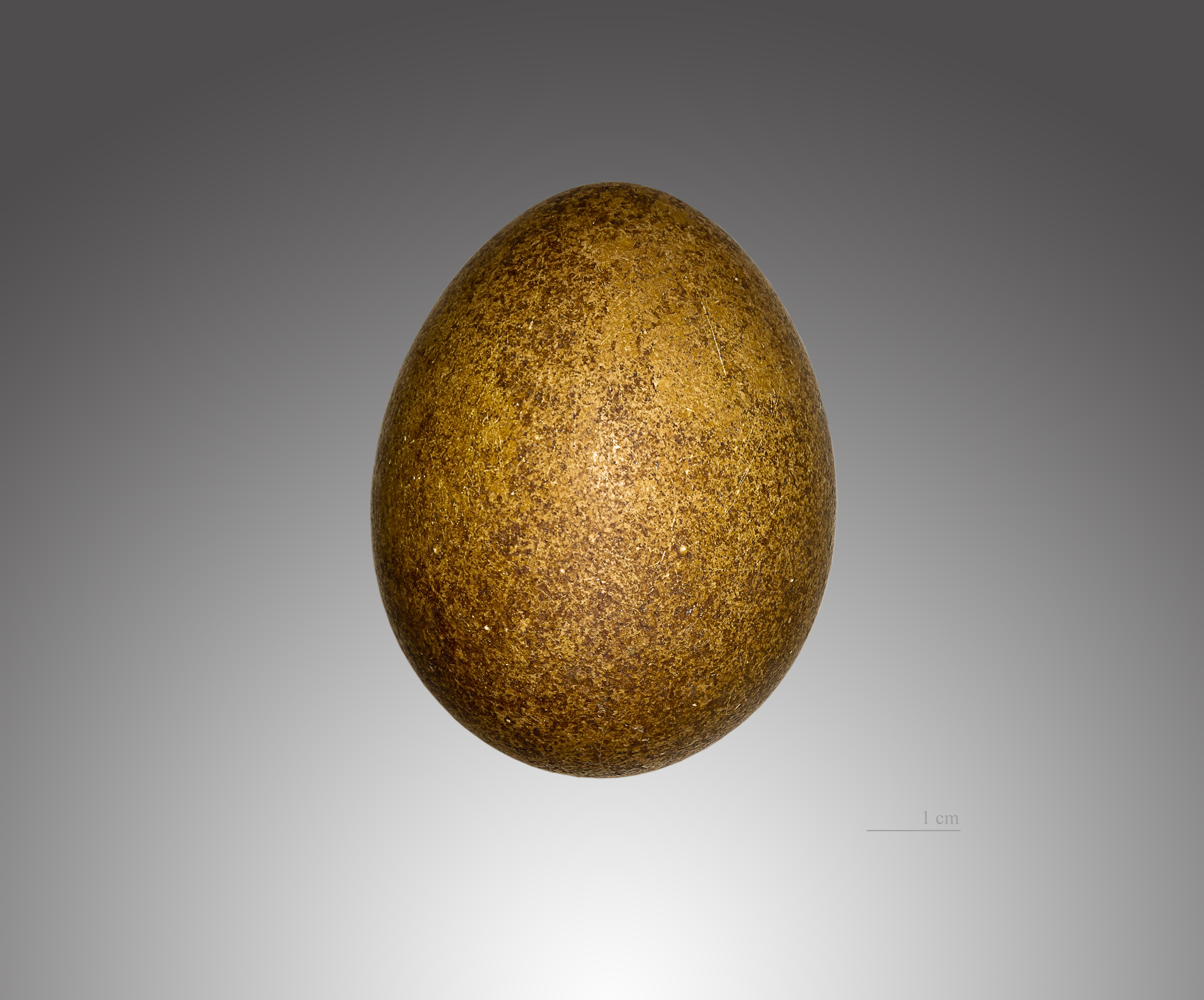
Ägg av jaktfalk. Boplundring av jaktfalk utgör lokalt ett stort hot mot arten.

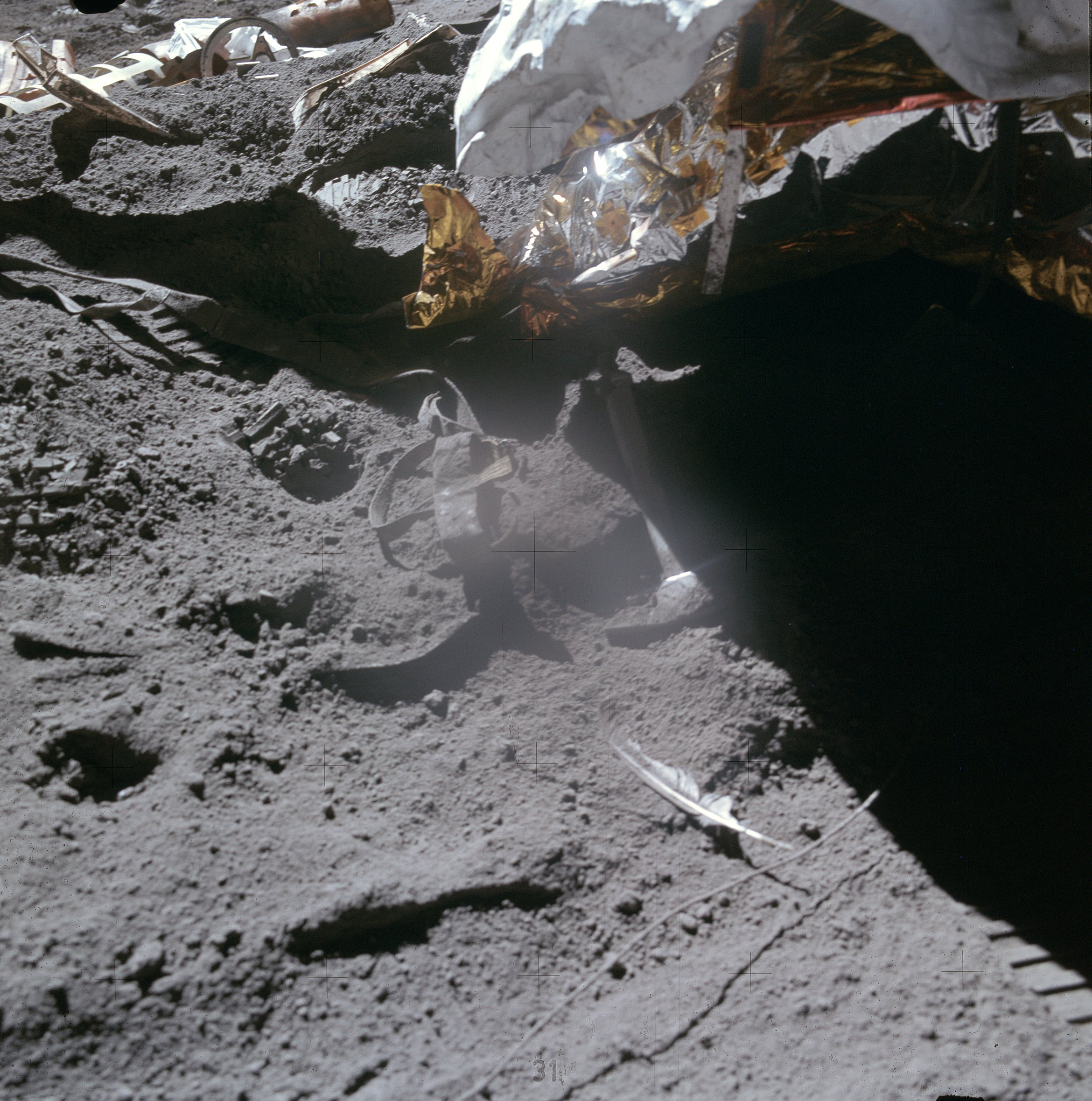
Den kvarlämnade falkfjädern på månens yta.

### Status och hot
Globalt är jaktfalken inte hotad, med ett stort utbredningsområde och en uppskattad världspopulation på 20 000–50 000 vuxna individer. På grund av detta kategoriseras den som livskraftig (LC) av IUCN. I Europa uppskattas beståndet till 1 100–1 900 par.
I Norden är jaktfalken dock hotad och minskar i antal. Bakomliggande faktorer kan vara insamling av ägg eller ungar och brist på föda när bestånden för fjäll- och dalripa minskar. I 2020 års svenska rödlista kategoriseras den som starkt hotad. Endast mellan 160 och 200 vuxna individer tros finnas i de svenska fjällen.

### Namn
Det svenska namnet kommer av artens användning inom falkenering. På flera europeiska språk har den namn som anknyter till antingen dess storlek eller till dess vana att cirkla under spaning efter byte – det franska namnet gerfaucon går tillbaka antingen till högtyska gîr (gam) eller det latinska gȳrus (cirkel). Det vetenskapliga namnet betyder ungefär landsbygdsfalk.
År 1346 tackar påven Clemens VI i Avignon, den svenske kungen Magnus Eriksson för de vita falkar kungen hade skänkt påven, genom sändebuden och kanikerna i Linköping och Åbo stift, Magnus av Surunda och Thideman Ulfredsson, som diskuterade Skånelandskapen med påven.

### I kulturen
Jaktfalken är Islands nationalfågel.

### Falkfjädern på månen
På Apollo 15:s resa till månen (26 juli – 7 augusti 1971) tog astronauten David Scott med sig två falkfjädrar och en geologhammare för att genomföra ett pedagogiskt experiment som filmades, där han släpper en fjäder och hammaren samtidigt för att bevisa Galileos teori att objekt faller med samma hastighet oberoende av vikt, på grund av att gravitationen påverkar objekten lika. Experimentet funkar bra att genomföra på månen eftersom där inte finns någon atmosfär och därmed inget luftmotstånd. Fjädern som släpptes lämnades kvar. Fjädrarna härstammade från en falkeneringsfalk – en jaktfalkshona som hölls som maskot vid the Air Force Academy, men eftersom det handlar om en burhållen rovfågel kan det också ha rört sig om en hybridfalk.